# Josefa de Escurrechea y Ondarza
Josefa (o Josepha) de Escurrechea y Ordanza (Potosí, virregnat del Perú, 20 d'octubre de 1736-5 de setembre de 1821) va ser una dama de l'alta societat potosina, autora de l'únic receptari colonial de què es té constància del territori que actualment correspon a Bolívia.

## Biografia
Josefa de Escurrechea, comtessa de Santa María de Otavi i marquesa de Cayara, va néixer a Potosí l'any 1736 i va morir en aquesta mateixa ciutat l'any 1821. Se la considera l'autora del receptari més antic que es coneix de l'actual Bolívia. Filla d'Antonio de Escurrechea e Iturburu, cavaller de l'ordre de Santiago i ric amalgamador d'ascendència basca. Va heretar del seu pare la finca Chaca a la rivera de Potosí, administrada per Joaquín José de Otondo Álvarez Monroy Quirós y Santelices (Segòvia, 3 de setembre de 1734-Potosí, 1 de maig de 1793), que després seria el seu marit.

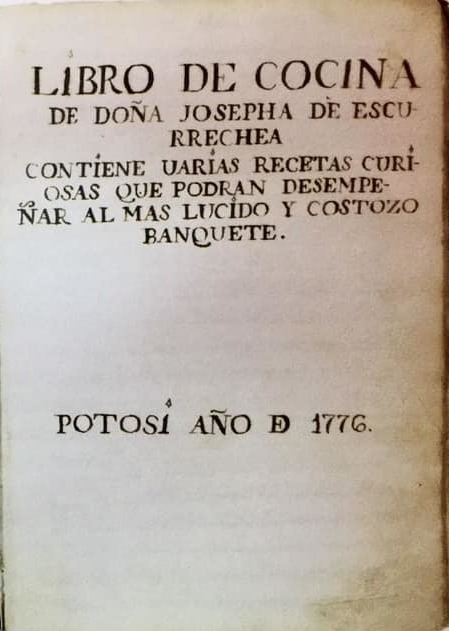
Portada del Llibre de cuina de donya Josepha de Escurrechea, Potosí, 1776

Santelices va ser nomenat alcalde del Cabildo de Potosí l'any 1767. És en aquest context que Josepha de Escurrechea va redactar un important receptari que és testimoni dels «últims dies colonials a l'Alt Perú». Aquest text, que «conté diverses receptes curioses que podran lluir en el més llustrós i costós banquet», és conegut com el Llibre de cuina de donya Josepha de Escurrechea (1776) i representa un document únic que permet acostar-se a la història de la gastronomia en un dels centres més poderosos i simbòlics del virregnat del Perú. En ell es creuen diverses influències culinàries que van des de «la cuina medieval espanyola dels segles XVI i XV, així com diferents plats del menú de la noblesa espanyola de principis del segle xviii, incloses les receptes de Francisco Martínez Montiño, el cuiner major del rei Felipe III». L'original és un manuscrit de 180 pàgines enquadernat en cuir, conté més de 200 receptes de tot tipus i va ser editat l'any 1995 per la historiadora de Chuquisaca Beatriz Rossells, juntament amb altres receptaris, sota el títol La gastronomia en Potosí i Charcas, segles XVIII i XIX: Sobre la història de la cuina boliviana.
Aquesta obra ha deixat alguns dels testimoniatges més antics de plats típics que són, avui dia, icones del menjar crioll, com la salteña o el chairo. Segons Beatriz Rossells, pel seu «carregament d'espècies, el gust per la combinació del dolç i del salat, el llibre de donya Josepha de Escurrechea és un document típic de la cuina antiga no només per la forma de combinar els sabors, sinó també per la disposició i l'ordre dels menjars».  
Alhora, el receptari és un reflex «dels canvis realitzats en la gastronomia espanyola en territori andí i les adquisicions, apropiacions i mescles de productes» i una mostra de les regles d'urbanitat i bon gust que regien les formes de sociabilitat de les altes esferes de Potosí durant les últimes dècades de la colònia.